# Liste des singles numéro un au Japon en 2011
Au Japon, les meilleures ventes de singles sont classées au classement hebdomadaire Oricon, publié par le magazine Oricon Style. Les données d'Oricon se basent sur les ventes sur support physique de chaque single.

## Historique des classements pour 2011
| Date de sortie | Singles                                                          | Artiste(s)                       | Référence(s) |
| -------------- | ---------------------------------------------------------------- | -------------------------------- | ------------ |
| 3 janvier      | Dream On                                                         | Naoya Urata feat. Ayumi Hamasaki | [ 2 ]        |
| 10 janvier     | Toilet no Kamisama                                               | Kana Uemura                      | [ 3 ]        |
| 17 janvier     | Toilet no Kamisama                                               | Kana Uemura                      | [ 4 ]        |
| 24 janvier     | Dada                                                             | Radwimps                         | [ 5 ]        |
| 31 janvier     | Hadakanbo (はだかんぼー)                                         | Tomohisa Yamashita               | [ 6 ]        |
| 7 février      | Why? (Keep Your Head Down)                                       | Tohoshinki                       | [ 7 ]        |
| 14 février     | Ultimate wheels                                                  | KAT-TUN                          | [ 8 ]        |
| 21 février     | Each Other's Way (Tabi no Tochu) (Each Other's Way 〜旅の途中〜) | Exile                            | [ 9 ]        |
| 28 février     | Sakura no Ki ni Naro                                             | AKB48                            | [ 10 ]       |
| 7 mars         | Lotus                                                            | Arashi                           | [ 11 ]       |
| 14 mars        | Eternal                                                          | Jin Akanishi                     | [ 12 ]       |
| 21 mars        | Banzai Venus (バンザイVenus)                                     | SKE48                            | [ 13 ]       |
| 28 mars        | Shumatsu Not Yet (週末Not yet)                                   | Not yet                          | [ 14 ]       |
| 4 avril        | Greatest the Hits 2011–2011                                      | Maximum the Hormone              | [ 15 ]       |
| 11 avril       | Greatest the Hits 2011–2011                                      | Maximum the Hormone              | [ 16 ]       |
| 18 avril       | Jet Coaster Love                                                 | Kara                             | [ 17 ]       |
| 25 avril       | Sayonara Kizu Darake no Hibi yo                                  | B'z                              | [ 18 ]       |
| 2 mai          | T.W.L/Yellow Pansy Street                                        | Kanjani Eight                    | [ 19 ]       |
| 9 mai          | Let Me Cry                                                       | Jang Geun-suk                    | [ 20 ]       |
| 16 mai         | Shojo Hiko                                                       | Passpo                           | [ 21 ]       |
| 23 mai         | My Home                                                          | Kanjani Eight                    | [ 22 ]       |
| 30 mai         | White                                                            | KAT-TUN                          | [ 23 ]       |
| 6 juin         | Everyday, Kachusha                                               | AKB48                            | [ 24 ]       |
| 13 juin        | Don't Wanna Lie                                                  | B'z                              | [ 25 ]       |
| 20 juin        | 365 Nichi Kazoku                                                 | Kanjani Eight                    | [ 26 ]       |
| 27 juin        | Time                                                             | KinKi Kids                       | [ 27 ]       |
| 4 juillet      | Flower                                                           | Atsuko Maeda                     | [ 28 ]       |
| 11 juillet     | [Over                                                            | Hey! Say! JUMP                   | [ 29 ]       |
| 18 juillet     | Naminori Kakigori (波乗りかき氷)                                 | Not yet                          | [ 30 ]       |
| 25 juillet     | Fui ni (ふいに)                                                  | Tomomi Itano                     | [ 31 ]       |
| 1er août       | Zetsumetsu Kurokami Shojo                                        | NMB48                            | [ 32 ]       |
| 8 août         | Pareo wa Emerald (パレオはエメラルド, Pareo wa Emerarudo)        | SKE48                            | [ 33 ]       |
| 15 août        | Run for You                                                      | KAT-TUN                          | [ 34 ]       |
| 22 août        | Everybody Go                                                     | Kis-My-Ft2                       | [ 35 ]       |
| 29 août        | Tsubusa ni Koi                                                   | Kanjani Eight                    | [ 36 ]       |
| 5 septembre    | Flying Get                                                       | AKB48                            | [ 37 ]       |
| 12 septembre   | Kazoku ni Naro yo/Fighting Pose (家族になろうよ/fighting pose)   | Masaharu Fukuyama                | [ 38 ]       |
| 19 septembre   | Fighters                                                         | Sandaime J Soul Brothers         | [ 39 ]       |
| 26 septembre   | Rising Sun/Itsuka Kitto... (Rising Sun//いつかきっと…)           | Exile/Exile Atsushi              | [ 40 ]       |
| 3 octobre      | Magic Power                                                      | Hey! Say! JUMP                   | [ 41 ]       |
| 10 octobre     | Bo Peep Bo Peep                                                  | T-ara                            | [ 42 ]       |
| 17 octobre     | Green a.Live                                                     | YUI                              | [ 43 ]       |
| 24 octobre     | X X X                                                            | L'Arc-en-Ciel                    | [ 44 ]       |
| 31 octobre     | Oh My Ga!                                                        | NMB48                            | [ 45 ]       |
| 7 novembre     | Kaze wa Fuiteiru                                                 | AKB48                            | [ 46 ]       |
| 14 novembre    | Meikyu Love Song                                                 | Arashi                           | [ 47 ]       |
| 21 novembre    | Okie Dokie                                                       | SKE48                            | [ 48 ]       |
| 28 novembre    | Sexy Zone                                                        | Sexy Zone                        | [ 49 ]       |
| 5 décembre     | Saisho no Mail (最初のメール, Saisho no Meru)                    | French Kiss                      | [ 50 ]       |
| 12 décembre    | Birth                                                            | KAT-TUN                          | [ 51 ]       |
| 19 décembre    | Ue kara Mariko                                                   | AKB48                            | [ 52 ]       |
| 26 décembre    | We Never Give Up!                                                | Kis-My-Ft2                       | [ 53 ]       |